# Laïoung in Yo Eardrum
Laïoung in Yo Eardrum è il primo album in studio del rapper italiano Laïoung, pubblicato nel 2011.

## Tracce
1. Live This Dream – 2:48
2. With Music – 2:43
3. Where Will We Go – 3:21
4. Not a Human Been (KMG Anthem) – 3:28
5. Certified Baller – 4:00
6. Knocking My Head – 3:36
7. Check Me Out (featuring B-Kay Jhonson) – 2:40
8. Turns Me On – 3:03
9. Revolution – 4:10
10. Don't Catch That Plane – 2:57
11. Déjà Vu – 2:19
12. Need Some Air – 3:58